# Ванеев, Анатолий Анатольевич
Ване́ев Анато́лий Анато́льевич (7 марта 1922, Нижний Новгород, Нижегородская губерния — 5 ноября 1985, Ленинград) — поэт, религиозный философ. Внук одного из организаторов петербургского «Союза за освобождение рабочего класса» А. А. Ванеева, умершего в 1899 в сибирской ссылке. Окончил школу в Ленинграде и поступил на химфак ЛГУ. В 1940 был призван в армию, в 1941 ушёл на фронт.
В марте 1945 был осужден за написание стихов политического характера и направлен в лагерь в Абези, где познакомился с искусствоведом Н. Н. Пуниным, поэтом С. 3. Галкиным и философом Л. П. Карсавиным. Стал духовным учеником и последователем Карсавина, его душеприказчиком; сохранил последние рукописи философа.
В 1954 был освобождён из лагеря, некоторое время оставался на положении ссыльного в Инте. В 1956 реабилитирован. По возвращении в Ленинград преподавал физику в школе № 30 и заочно учился на физфаке Педагогического института (оканчивать не стал). Позже заведовал кабинетом физики в Институте усовершенствования учителей; составил несколько учебных пособий.
В 1970-е занимал видное место среди ленинградской православной интеллигенции. Вместе с о. Сергием Желудковым основал квартирный религиозно-философский кружок. Участвовал в организованной кружком анонимной переписке по проблемам религии и атеизма, позже изданной на Западе. Посвятил Л. П. Карсавину воспоминания «Два года в Абези», которые распространялись в самиздате, а в 1988 были опубликованы за границей.